# 方滩乡
方滩乡，是中华人民共和国湖北省十堰市张湾区下辖的一个乡镇级行政单位。

## 行政区划
方滩乡下辖以下地区：
喻家湾村、转头沟村、方滩村、徐家湾村、文武沟村、王家山村和沉潭河村。